# Furstendömet Iberien

Kingdom of Georgia after dissolution as a unified state, 1490 AD

Furstendömet Iberien var en historisk monarki som låg i nuvarande Georgien mellan 588 och 888.
Det uppkom efter undergången av kungariket Iberien 588.
Det uppgick 1008 i kungariket Iberien.